# Theodor Gies
Friedrich Ludwig Theodor Gies (* 3. November 1845 in Hanau; † 23. April 1912 in Rostock) war ein deutscher Chirurg.

## Leben
Theodor Gies studierte an den Universitäten Würzburg, Marburg, Tübingen und Berlin Medizin. In Würzburg wurde er 1864 Mitglied des Corps Nassovia und 1865 in Marburg des Corps Hasso-Nassovia. 1870 wurde er zum Dr. med. promoviert. Ab 1874 war er als praktischer Arzt in Rostock tätig. 1880 habilitierte er sich an der Universität Rostock. Bis 1909 gehörte er der Rostocker Medizinischen Fakultät als a.o. Professor für Chirurgie an.

## Auszeichnungen
- Geheimer Obermedizinalrat[1]

## Schriften
- Erster Bericht über meine Chirurgische Poliklinik vom 1. Juli 1884 – 1. Juli 1885, 1885
- Zweiter Bericht über meine Chirurgische Poliklinik vom 1. Juli 1885 – 1. Juli 1886, 1886
- Zur Kenntnis der Wirkung der Carbolsäure auf den thierischen Organismus, 1880
- Der Flexor digitorum pedis comm. longus und seine Varietäten
- Beitrag zur Makroglossie
- Über die Wirkung parenchymatöser Injectionen von Acidúm aceticum bei Carcinom und dessen Recidiven
- Über Myositis chronica
- Experimentelle Untersuchungen über den Einfluss des Arsens auf den Organismus
- Beiträge zu den Operationen an der Scapula
- Gelenksyphilis
- Enchondroma myxomatodes des Schultergelenks
- Zur Genese der freien chondromatösen Gelenkkörper
- Über Heilung von Knorpelwunden
- Zwei operativ behandelte Fälle von Hernia muscularis